# Panini (sándwich)

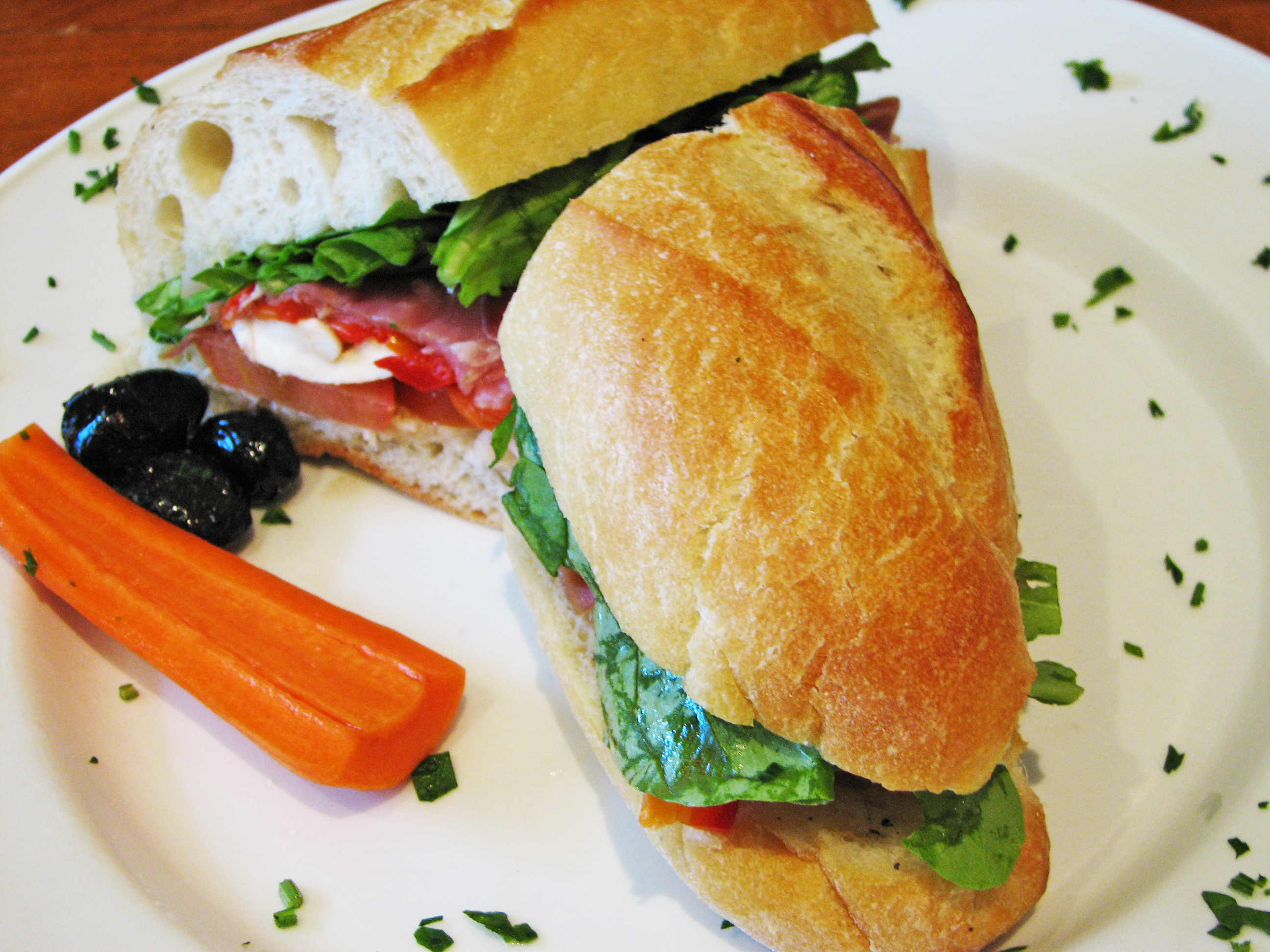
Panino terracina de un restaurante de Toronto. Sus ingredientes principales incluyen jamón, rúcula y bocconcini (servido en frío).

El panini, panino o nini panini es una variedad de sándwich de origen italiano, que tiene distribución internacional. En Italia, un panino habitualmente se prepara con un panecillo pequeño o un pedazo de pan, por lo general una ciabatta o una roseta. El pan se corta horizontalmente y se rellena con salami, jamón, queso, mortadela y algunos otros alimentos, a veces se sirve caliente después de haber sido presionado en una parrilla. Un panino tostado, coloquialmente llamado toast, está hecho de dos rebanadas verticales de pan cassetta casi siempre rellenas de prosciutto y unas rebanadas de queso, y cocinado a la plancha en una prensa de sándwiches. En el centro de Italia, existe una versión popular de panino que está lleno de porchetta, es decir, trozos de carne de cerdo asada. Tradicionalmente se sirve sin ningún tipo de salsa o aceite.

## Terminología
La palabra panino es la denominación en italiano para «bollo de pan pequeño», y su plural es panini. Es el diminutivo de pane (pan). Fuera de Italia, panini a menudo se utiliza como una palabra singular (como salami, que también es un sustantivo plural italiano) y ocasionalmente se pluralizan como paninis.[cita requerida] En italiano, panino se refiere adecuadamente a un bollo de pan, y panino imbottito (literalmente ‘pan acolchado’) a un sándwich.

## Historia
Aunque la primera referencia en Estados Unidos de un panini data de 1956 y aparece en un libro de cocina italiana del siglo XVI, los sándwiches se volvieron populares en los bares de Milán, llamados paninoteche (paninotecas), en los años 1970 y 1980. Los restaurantes estadounidenses de moda, especialmente los de Nueva York, comenzaron a vender panini, y su popularidad se extendió a otras ciudades, cada una produciendo variaciones distintivas del mismo. Durante la década de 1980, el término paninaro (nombre coloquial para un fabricante y vendedor de panini, o para su tienda), se extendió también a los consumidores.